# 아이젠 소스케
아이젠 소스케(일본어: 藍染惣右介)는 블리치의 등장인물이다.

## 프로필
- 신장 : 186 cm
- 체중 : 74 kg
- 생일 : 5월 29일
- 취미 : 독서
- 특기 : 서예
- 좋아하는 음식 : 두부
- 싫어하는 음식 : 삶은 달걀
- 휴일 보내는 법 : 독서 / 진앙영술원 특별 강사
- 경력

1. 과거 110년전의 전(前) 소울 소사이어티 호정 13대 5번대 부대장(바이저드가 당시에 대장 및 부대장일 때로, 과거편 당시 5번대 대장은 히라코 신지였다.)
2. 전(前) 소울 소사이어티 호정 13대 5번대 대장

- 참백도 : 경화수월(鏡花水月)

- 시해(始解) :

"거울 속의 꽃 물에 비친 달"이라는 이름과 걸맞게 보유한 능력은 바로 완전최면(完全催眠)이다.
상대의 오감과 모든 영적 감각을 지배해 각종 대상이나 상황을 자신이 원하는 대로 오인시키는 힘으로 파리를 용으로 보이게 할 수도 늪지대를 꽃밭으로 보이게 할 수도 있다.
이 능력은 어디까지나 A를 B라고 느끼게 하는 최면계의 능력이므로 아무것도 없는 허공에서 갑자기 용이 튀어나오는 상황을 연출할 수는 없다.
완전최면의 능력인 시해를 거는 조건은 참백도 해방의 순간을 상대에게 보이는 것이며 "단 한번만" 이라도 해방 장면을 보게되면 해방할 때마다 완전 최면에 걸린다. 완전 최면은 시해 해방을 직접 봐야만 하기 때문에 보지 않으면 걸리지 않는데 그 대표적인 예로는 앞이 보이지 않는 토센 카나메가 있다. 또한 쿠로사키 이치고도 아이젠의 시해를 보지 않았다라기 보단 아이젠이 굳이 보여줄 필요성을 못 느꼈다. 하지만 무조건 보지만 않으면 되는 것이 아니다. 보지 않으면 완전 최면에 걸리진 않더라도 공격 당하기가 쉽기 때문에 어쩔 수 없이 걸리게 된다. 경화수월에서 벗어나는 유일한 방법은 해방을 하기 전의 경화수월에 신체를 접촉하는 것이다.
카라쿠라 마을에서 전투 당시 이치마루 긴이 자신의 참백도에 가슴이 찔린 아이젠을 보며 아이젠의 입으로 이 얘기를 듣기까지 몇십년이라는 세월이 지났다고 한다.
아이젠은 경화수월의 능력이 완전최면이라는 것을 이용해서 소울 소사이어티에 있을 때는 경화수월의 능력을 물과 안개의 난반사를 이용해 적을 스스로 자멸시키는 유수계(流水界) 참백도로 속여 왔다.
- 참백도 시해 언령 : "깨져라 경화수월(鏡花水月)"

- 만해(卍解) :불명(있다고 하지만 사용하지는 않았다.)

- 만해 능력 : 불명

- 참백도 실체화 : 불명

## 도구
- 붕옥(崩玉) 우라하라 키스케가 만들어 낸 물질이다. 자신이 바라는 것을 100m 내에서 현실로 구현화할 수 있는 힘을 지녔으며 붕옥을 만든 초반에 우라하라가 원한 것은 호로와 사신의 경계를 허무는 것이었다. 바이저드 일행들의 사건으로 인해 결국 자신이 만든 붕옥이 어떤 결과를 초래할 지 두려워진 우라하라는 소울 소사이어티에서 추방당할 때 붕옥을 챙겨 현세로 추방당한다. 아이젠이 붕옥을 노린다는 사실을 경계하던 중 현세주재 임무로 왔던 "쿠치키 루키아"가 "쿠로사키 이치고"에게 영력을 넘긴 것을 알아차려 이를 기회로 미리 제작해 두었던 의해에 봉옥을 숨기고 루키아에게 의해를 주며 도움을 주는 척 붕옥을 영원히 감추려 하였으나 결국 아이젠에게 빼앗긴다. 붕옥을 탈취한 아이젠은 붕옥의 힘으로 아란칼을 만들어 현세에 침입하여 압도적인 힘을 보였으나 결국 이치고에게 패배하고 새로이 채워진 중앙 46실에 의해서 2만년 형을 선고받고 유폐되어있다.

그리고 반덴라이히의 수령인 은폐불곰와 조우 힘을 보태겠냐는 질문을 단박에 거절한다. 이에 유하바하는 아이젠이 유폐되어있는 1번대 대사를 폭파시키지만 불사의 몸인 아이젠은 살아남는다. 이후 새롭게 지정된 1번대대장 "쿄라쿠 지로 소조사 슌스이"에 의해 봉인되었던 신체 중 3부위의 봉인이 풀렸으며 이 3부위 만으로도 엄청난 위력의 영압을 발산하며 유하바하의 잔재를 영압으로 삭제시키는 모습도 보여주었다. 그리고 퀸시인 "나크 르 바르"의 설명에 따르면 유하바하가 지정한 특기전력 5명 중에 한명으로 꼽혔으며 아이젠 소스케의 지정 이유는 '영압'이었다(참고 :  쿠로사키 이치고 = 잠재능력,  효스베 이치베 = 예지, 우라하라 키스케 = 수단, 자라키 켄파치 = 전투력, 아이젠 소스케 = 영압). 유하바하와 이치고의 마지막 전투에서 경화수월의 능력을 활용, 결정적인 타격을 주며 소울 소사이어티를 구하는데 결정적인 역할도 하였다. 그의 특유의 강력한 영압덕인지 유하바하의 마지막 힘의 잔재가 사라지는것도 무간에서 느낄수 있었던 인물이다.

## 기술

### 사신
- 완전최면(完全催眠)
  - 경화수월의 힘으로 상대에게 완전최면을 거는 능력이다. 발동한 순간부터 상대는 빠져나올 수 없는 최면의 힘에 빠져 결국 아이젠에게 놀아난다. 여러 명의 대장급 사신들이 아이젠에게 덤볐지만 경화수월에 속는 바람에 히츠가야 토시로는 자신의 절친 히나모리 모모를 베고 만다.
- 파도 90-흑관
  - 아이젠이 붕옥탈취후 이치고에게 쓴 기술이다.(사실 소울 소사이어티 편에서도 영창파기로 썼다.) 쓰고자 하는 상대의 주변에 직육면체 모양의 검은 관모형의 상자가 생긴다.  아이젠 자신이 말하길, 자신이 만들어낸 완벽한 기술이라고 하지만 사신을 초월하여 초월자까지 이르게 된 이치고의 힘에 깨지고 만다.

### 붕옥 융합형태
- 붕괴
  - 너무나도 높은 아이젠의 영압을 육체 자체가 견디지 못해 평범한 영자를 지닌 인간은 아이젠에게 다가가는 것만으로도 소멸한다.

- 미존 에스쿠도(Million Escudo)
  - 후방에 100만 층 정도의 방패를 겹겹이 둘러싸서 후방에서의 강공격을 막아내는 기술이다. 스페인 어로 100만 개의 방패(Million Shield)라는 뜻이다.

- 엘 에스쿠도(El Escudo)
  - 적의 공격을 얇은 유리 형태의 막으로 막는 기술로, 강한 충격에는 깨진다.

- 프라고르(Fragor)
  - 날개 끝에 달린 입에서 영압의 탄환을 발사한다. 엄청난 위력을 지녔으며 근처 대지 일대를 날려버릴 정도의 힘을 자랑한다. 스페인어로 외치다(Clamor)라는 뜻이다.

- 울트라 프라고르(Ultra Fragor)
  - 프라고르의 강화판 날개에 달린 입과 자신의 입에서 프라고르를 발사하여 그 강력한 영자탄환을 고리 형태로 만들어 상대를 둘러싸게 해 폭발시키는 기술이다. 스페인 어로 강력한 외침라는 뜻이다.

## 개요
블리치의 전반적인 모든 사건의 악역이자 흑막이다. 본 목적은 소울 소사이어티를 지배하는 영왕을 없애는 것으로 영왕이 있는 공간을 열기 위한 열쇠인 왕건을 손에 넣기 위해 지금까지 모든 사건을 꾸며왔다. 병력을 얻기 위해 호로와 사신의 경계를 허무는 것을 계획하고 우라하라의 붕옥을 탈취해 웨코문도에서 아란칼을 만들어왔으며 소울 소사이어티에서 나온 후 웨코문도에서 왕으로 군림하면서 아란칼들을 통치하다가 왕건을 만드는 재료인 영적 간섭이 잦은 지역인 중영지(重靈地)와 10만의 인간의 혼백을 노리고 카라쿠라 마을을 침공해 호정 13대와 전투를 한다. 13대의 대장들을 전부 물리치고 웨코문드에서 건너온 이치고와 대결을 펼치며 압도적인 실력을 자랑하지만 결국 최후의 월아천충을 개방한 이치고에게 패배하고 소울 소사이어티의 지하감옥 최하층인 제 8층 무간(無間)에 투옥되어 20000년의 형을 선고받았다. 영왕의 존재에 경멸을 느끼고 있었으며 우라하라 키스케처럼 영왕의 존재를 목격했던 것으로 추정되며 이 부분은 의미심장하다.

## 기타 사항
호정 13대에 재직하고 있을 때 진앙영술원에서 서예 과목 특별 강사를 했으며 참여는 자유지만 언제나 100% 만석을 자랑했었다. 복도까지 학생들이 앉아 강의를 들을 정도로 인기만점이었으며 5번대에 1달마다 서예 교실을 따로 열곤 했었다. 갑자기 소식이 불명 된 지금 역시 아이젠 선생님의 복귀를 바라는 학생들이 많다. 허나 무간에 투옥 중이니 아마 안 될 듯하다. 용모에 따라 별명이 아주 많이 바뀌었다. 성시젠(배용젠) → 올백젠 → 붕옥젠 → 고치젠(펩시젠) → 장발젠 → 나비젠(나방젠) → 베놈젠(호로젠)